# Straumen (Ibestad)
Pour les articles homonymes, voir Straumen.
Straumen est une localité du comté de Troms, en Norvège.

## Géographie
Administrativement, Straumen fait partie de la kommune d'Ibestad.